# Cantone di Issigeac
Il Cantone di Issigeac era una divisione amministrativa dell'arrondissement di Bergerac.
A seguito della riforma approvata con decreto del 21 febbraio 2014, che ha avuto attuazione dopo le elezioni dipartimentali del 2015, è stato soppresso.

## Composizione
Comprendeva i comuni di:
- Bardou
- Boisse
- Bouniagues
- Colombier
- Conne-de-Labarde
- Faurilles
- Faux
- Issigeac
- Monmadalès
- Monmarvès
- Monsaguel
- Montaut
- Plaisance
- Saint-Aubin-de-Lanquais
- Saint-Cernin-de-Labarde
- Saint-Léon-d'Issigeac
- Saint-Perdoux
- Sainte-Radegonde